# 全美超級模特兒新秀大賽 (第十六季)
《全美超級模特兒新秀大賽》第十六季，是美國真人秀《全美超級模特兒新秀大賽》的第十六季，會在2011年2月23日於CW首播。
除了原本10萬元的「封面女郎」廣告合約外，第十六季新秀冠軍可以成為IMG Model旗下的模特兒，更能同時獲得兩幅刊於「Italian Vogue」中的拉頁及成為「Beauty in Vogue」的封面人物。
本季冠軍為二十歲，來自賓夕法尼亞州霍華德的碧妮·克萊恩Brittani Kline

## 參賽者
- 按淘汰次序排列

| 參賽者             | 譯名       | 參賽歲數 | 身高   | 來自                          | 工作       | 名次          |
| ------------------ | ---------- | -------- | ------ | ----------------------------- | ---------- | ------------- |
| Angelia Alvarez    | 安潔莉亞   | 20歲     | 5'10   | 佛州彭布羅克派恩斯 (源自德國) | 學生       | 第14名        |
| Ondrei Edwards     | 奧黛瑞     | 18歲     | 5'7    | 密歇根州摩斯奇更              | 售貨員     | 第13名 (退出) |
| Nicole Lucas       | 妮可       | 20歲     | 5'11   | 佛州奧蘭多                    | 學生       | 第12名        |
| Dominique Waldrup  | 多明妮克   | 23歲     | 5'9    | 德州侯斯頓                    | 大學畢業生 | 第11名        |
| Sara Longoria      | 莎拉       | 18歲     | 5'10   | 德州愛丁堡                    | 售貨員     | 第10名        |
| Dalya Morrow       | 達莉雅     | 21歲     | 5'9    | 加州科洛納                    | 無業       | 第9名         |
| Monique Weingart   | 夢妮       | 19歲     | 5'11   | 伊利諾伊州佩爾湖              | 學生及侍應 | 第8名         |
| Mikaela Schipani   | 米凱拉     | 21歲     | 5'9    | 佛州博卡拉頓 (源自波多黎各)   | 學生       | 第7名         |
| Jaclyn Poole       | 賈桂琳     | 20歲     | 5'10   | 德州貝爾頓                    | 學生及侍應 | 第6名         |
| Kasia Pilewicz     | 卡莎       | 26歲     | 5'9    | 紐約州紐約市 (源自波蘭)       | 大學畢業生 | 第5名         |
| Alexandria Everett | 雅歷珊瑞亞 | 21歲     | 5'10   | 加州亨廷頓比奇                | 無業       | 殿軍          |
| Hannah Jones       | 漢娜       | 20歲     | 5'10   | 德州休士頓                    | 學生       | 季軍          |
| Molly O'Connell    | 茉莉       | 22歲     | 5'10   | 南加州查爾斯頓                | 學生       | 亞軍          |
| Brittani Kline     | 布蘭妮     | 19歲     | 5'10.5 | 賓夕法尼亞州霍華德            | 學生       | 冠軍          |

## 每集內容

### 第一集：Erin Wasson
有別於過去的比賽，這一季第一集只播映一小時，並且已正式進入淘汰賽。
十四位準超模搬進加州馬利布的美麗住所，與Erin Wasson（著名模特兒及設計師）見面，並要在一塑膠球內走貓步。頂尖時裝攝影師Russell James為女郎們拍攝硬照後，本季的第一次淘汰便火速開始！
特別嘉賓：Erin Wasson, Russell James

首名：Molly

包尾：Dominique / Angelia

淘汰：Angelia

### 第二集：Alek Wek
泰雅邀請她的營養師Heather Bauer為女郎們講解飲食營養和改善餐單；尼祖及演技教練Eugene Buica要女孩們克服「自我批判」。本週硬照由攝影師Mike Rosenthal操刀，為準超模們拍攝與蜜蜂的合照；名模Alek Wek則是本週的客席評判。
特別嘉賓：Heather Bauer, Eugene Buica, Mike Rosenthal, Alek Wek

首名：Hannah

退出：Ondrei

包尾：Nicole / Dalya

淘汰：Nicole

### 第三集：Lori Goldstein
經過兩次淘汰後，餘下的女孩接受髮型師Laurent D及攝影師Troy Jensen的大變身和變身後硬照拍攝。隨後，時裝形象師Lori Goldstein為她們塑造典雅長裙形象，拍攝本週主題照。
特別嘉賓：Laurent D, Troy Jensen, Lori Goldstein, Pamela Hanson

首名：Alexandria

包尾：Sara / Dominique

淘汰：Dominique

### 第四集：Francesco Carrozzini
準超模們參與以火焰為主題的Geoffrey Mac時裝展，並二人一組在攝影師Francesco Carrozzini的指導下，拍攝充滿懷舊風味的咖啡廣告。
特別嘉賓：Francesco Carrozzini

首名：Kasia

包尾：Sara / Alexandria

淘汰：Sara

### 第五集：Rachel Zoe
本週挑戰中，新秀們須為「封面女郎」化妝品親自撰寫、導演及拍攝廣告。隨後，眾人在洛杉磯動物園中與野生幼美洲豹一起拍攝主題硬照，並穿上由形象設計師Rachel Zoe準備的仿皮草衣物。
特別嘉賓：Baldomero Fernandez, Rachel Zoe

首名：Hannah

包尾：Molly / Dalya

淘汰：Dalya

### 第六集：Sonia Dara
八強在泰雅的指導下，發掘切合自己的「時裝原型」，並學習面對名利時的處理技巧。本週挑戰賽要求眾人在世紀城市廣場中與群眾互動交流，Kasia勝出挑戰，並帶同Brittani及Jaclyn與杰夫人共晉晚餐；其他人則需要打掃廣場，Monique因此深感不滿，更大發脾氣。隨後，各人只以泥巴蔽體，由Jonathan Mannion拍攝四人一組的硬照。超模Sonia Dara為本週客席評判。
特別嘉賓：Jonathan Mannion, Sonia Dara

首名：Brittani

包尾：Mikaela / Monique

淘汰：Monique

### 第七集：Eric Daman
評判及攝影師尼祖百克為女郎們拍攝硬照，用作宣傳「福特Warriors in Pink乳癌防治運動」。
女孩們化身各種主題的女神來詮釋這次的公益廣告挑戰賽，Brittani的漫不經心使她被尼祖責備，Hannah被評存在感薄弱，Mikaela被指責動作單調重複性太高，最後由Alexandria勝出挑戰賽，她不僅得到拍攝公益廣告的機會而且還可以得到一台高級汽車。
Brittani和Alexandria卻在挑戰賽後發生激烈駡戰，因為Brittani責備Alexandria不夠資格代言公益活動，因為她非常的虛偽和狠毒。本週主題硬照由攝影師Miguel Starcevich及電視劇《花邊教主》造型師Eric Daman攜手合作，並於環球影城內取景。
這集選手表現並未太多著墨，多數是在於Alexandria所帶來的爆點。本集評審充滿戲劇性，Brittani更在過程中面臨精神崩潰，憤然離場！Alexandria被眾多女孩批評，依舊我行我素。
而在內部評審環節，泰拉一人決定淘汰掉行為過於偏差且激進的Brittani，但其他三位評審要求再給她一次機會。
隨著唱名環節到來，Brittani和Mikaela進入包尾二人，Mikaela的時尚五官無法運用在拍攝中使她進入倒數，而泰拉更表示自己並非獨裁的決定選手去留，本週她想留下Mikaela，而將品格出現偏差的Brittani淘汰出局，但是在三名評審的討保下Brittani被留下，Mikaela被送回家，臨走前大器的表示自己不會中斷對於模特兒事業的熱誠。
特別嘉賓：Miguel Starcevich, Eric Daman

首名：Jaclyn

包尾：Brittani / Mikaela

淘汰：Mikaela

### 第八集：Lana Marks
一季一度的面見挑戰在這週舉行。泰雅為模特兒們講解照片作品集的重要性，並安排眾人走遍洛杉磯，會見不同的設計師。女孩們得悉硬照主題後均感驚訝，原因是她們需要在垃圾堆填區中，穿著由Michael Cinco設計的環保高級服飾拍攝照片，而更大壓力的是：這次攝影師為評判之一的尼祖百克；手袋及飾物設計師Lana Marks為本週評判席的座上客。
特別嘉賓：Lana Marks, Kyle Hagler, Daniella Clarke, Rachel Williams, Oday Shakar, Jerry Avenaim, Michael Cinco

首名：Alexandria

包尾：Jaclyn / Molly

淘汰：Jaclyn

### 第九集：Highlights and Catfights 亮點與罵戰
本集帶顧眾重溫第十六季的精彩時刻，以及參賽者們之間的深厚友誼和激烈衝突。亮點包括：Hannah的魔法水晶和福特挑戰賽後的精神崩潰、Jaclyn的公主病和粗言懲罰瓶、Molly的小姐脾氣和可怕的織髮、Ondrei的突然暈倒、Kasia的童顏秘密、Brittani與Usher的邂逅以及和Alexandria的修好狂歡、Monique對自己美貌的抱怨等。

### 第十集：Franca Sozzani
餘下的參賽者抵達本季位於非洲摩洛哥的外景城市——有「南方之珠」美稱的馬拉喀什，並盡情在市內觀光。隨後的挑戰賽中，Kasia因為設計師的服飾全不合身而十分沮喪，亦於拍攝主題照中因身型問題而影響表現。另一方面，Alexandria則因為喧賓奪主、干涉拍攝指導工作而面臨嚴懲。最後，Vogue Italia主編Franca Sozzani加入評判陣，決定誰是第一位離開摩洛哥的可人兒。
特別嘉賓：Franca Sozzani

首名：Molly

包尾：Alexandria / Kasia

淘汰：Kasia

### 第十一集：Daniella Issa Helayel
四強在外景城市品嚐地道摩洛哥美食後，隨即進行一場別開新面的捧茶盤挑戰賽，Molly失去一向的冷靜。本週硬照於戶外市集取景，Brittani進食羊腦冷盤後感到身體不適，但仍然堅持在雨中進行拍攝；Hannah卻在拍攝過程中對自己失去自信。倫敦時裝設計師Daniella Issa Helayel為本集客席評判，協助選出本季三強人馬。
特別嘉賓：Daniella Issa Helayel

首名：Molly

包尾：Hannah / Alexandria

淘汰：Alexandria

### 第十二集：Ivan Bart
本週挑戰賽要求三強擔當清談節目記者，但是三人也遇到困難。泰雅突然探訪參賽者，並即興為她們拍照。為拍攝本週主題硬照，女孩們需要和男模合作，但似乎三人均受壓力影響而表現未如理想。最後，IMG模特兒公司的高級副總裁Ivan Bart為評判席座上客，並選出今季的最後兩強。
特別嘉賓：Ivan Bart

首名：Molly

包尾：Brittani / Hannah

淘汰：Hannah

### 第十三集：Season Finale 季度大結局
Brittani和Molly為爭奪冠軍寶座而面臨巨大壓力。在「封面女郎」的廣告拍攝期間，Brittani在拍攝時考慮太多，而Molly則被緊張的情緒影響了表現。隨後，兩人因一件意料之外的事情而流下淚水……在決定二人命運的「最終時裝展」中，Brittani因在天橋上摔倒而面臨災難性的危機。比賽的創意總監杰先生成為本季最後一位客席評判，與泰雅、Andre Leon Talley及尼祖百克一同選出最新一任的新秀冠軍。

特別嘉賓：Jay Manuel

冠軍：Brittani

亞軍：Molly

## 詳細資料

### 入圍次序
| Order | Episodes   | Episodes   | Episodes   | Episodes   | Episodes   | Episodes   | Episodes   | Episodes   | Episodes   | Episodes   | Episodes | Episodes | Episodes |  |
| Order | 1          | 2          | 3          | 4          | 5          | 6          | 7          | 8          | 10         | 11         | 12       | 13       |          |  |
| ----- | ---------- | ---------- | ---------- | ---------- | ---------- | ---------- | ---------- | ---------- | ---------- | ---------- | -------- | -------- | -------- |  |
| 1     | Molly      | Hannah     | Alexandria | Kasia      | Hannah     | Brittani   | Jaclyn     | Alexandria | Molly      | Molly      | Molly    | Brittani |          |  |
| 2     | Brittani   | Brittani   | Molly      | Hannah     | Brittani   | Kasia      | Molly      | Hannah     | Brittani   | Brittani   | Brittani | Molly    |          |  |
| 3     | Alexandria | Monique    | Brittani   | Jaclyn     | Jaclyn     | Molly      | Hannah     | Kasia      | Hannah     | Hannah     | Hannah   |          |          |  |
| 4     | Mikaela    | Mikaela    | Kasia      | Dalya      | Monique    | Jaclyn     | Kasia      | Brittani   | Alexandria | Alexandria |          |          |          |  |
| 5     | Dalya      | Kasia      | Jaclyn     | Monique    | Alexandria | Hannah     | Alexandria | Molly      | Kasia      |            |          |          |          |  |
| 6     | Hannah     | Dominique  | Hannah     | Molly      | Kasia      | Alexandria | Brittani   | Jaclyn     |            |            |          |          |          |  |
| 7     | Ondrei     | Sara       | Monique    | Mikaela    | Mikaela    | Mikaela    | Mikaela    |            |            |            |          |          |          |  |
| 8     | Monique    | Alexandria | Dalya      | Brittani   | Molly      | Monique    |            |            |            |            |          |          |          |  |
| 9     | Nicole     | Jaclyn     | Mikaela    | Alexandria | Dalya      |            |            |            |            |            |          |          |          |  |
| 10    | Kasia      | Molly      | Sara       | Sara       |            |            |            |            |            |            |          |          |          |  |
| 11    | Jaclyn     | Dalya      | Dominique  |            |            |            |            |            |            |            |          |          |          |  |
| 12    | Sara       | Nicole     |            |            |            |            |            |            |            |            |          |          |          |  |
| 13    | Dominique  | Ondrei     |            |            |            |            |            |            |            |            |          |          |          |  |
| 14    | Angelia    |            |            |            |            |            |            |            |            |            |          |          |          |  |

      勝出小挑戰
      勝出最後面試機會
     退出比賽
      被淘汰
     殿軍
     季軍
     亞軍
     冠軍
- 第二集中，Ondrei於評審開始前宣布退出。
- 第八集的面見挑戰中，Alexandria、Molly及Kasia被選為三強，最後客席評判Lana Marks選出Alexandria為挑戰大贏家。
- 第九集為本季季度回顧，該週沒有評審。
- 由第十集起，比賽場景轉往非洲國家摩洛哥，並和第二季一樣只有五名參賽者前往外景地點。

### 大變身
Alexandria：駁金色長直髮

Brittani：染黑，並剪「荷蘭男孩」式Bob髮型；最後一集再剪成短髮

Dalya：織黑色長直髮

Dominique：織紅色長鬈髮

Hannah：染暗金，由鬈髮改為波浪式曲髮

Jaclyn：保留原型，稍作燙髮，增加鬈曲效果

Kasia：駁金色長鬈髮

Mikaela：駁黑色長直髮（根據Mikaela的推特，駁髮因令頭皮出現紅疹，於第四集評審前棄掉）

Molly：織金色長鬈髮（因效果持續欠佳，於第四集重織後，第六集變回本來的髮型）；最後一集再剪成短髮

Monique：保留原型，駁黑色長髮，增加層次感

Sara：染棕，剪短髮

### 硬照主題
第一週：華麗後台

第二週：蜂中佳人

第三週：高雅園林

第四週：催情咖啡廣告

第五週：豹紋女郎

第六週：泥海儷影

第七週：潮拜購物狂

第八週：垃圾時尚

第十週：沙漠遊俠

第十一週：阿拉伯市場

第十二週：非情男女

第十三週：「封面女郎」化妝品廣告

### 比賽數據
- 參賽者總數：14
- 年紀最大的參賽者：Kasia (26歲)
- 年紀最小的參賽者：Ondrei, Sara (18歲)
- 最高的參賽者：Monique, Nicole (5'11")
- 最矮的參賽者：Ondrei (5'7")
- 贏得最多小挑戰的參賽者：Alexandria, Brittani, Kasia (2次)
- 連續贏得最多小挑戰的參賽者： Alexandria, Kasia (2次)
- 被首先叫名最多的參賽者：Molly (4次)
- 連續被首先叫名最多的參賽者：Molly (3次)
- 出現在包尾最多的參賽者：Alexandria (3次)
- 連續在包尾最多的參賽者：Alexandria, Hannah, Mikaela, Sara (2次)

## 站外連結
- CW 官網